# Manfred Hilberger

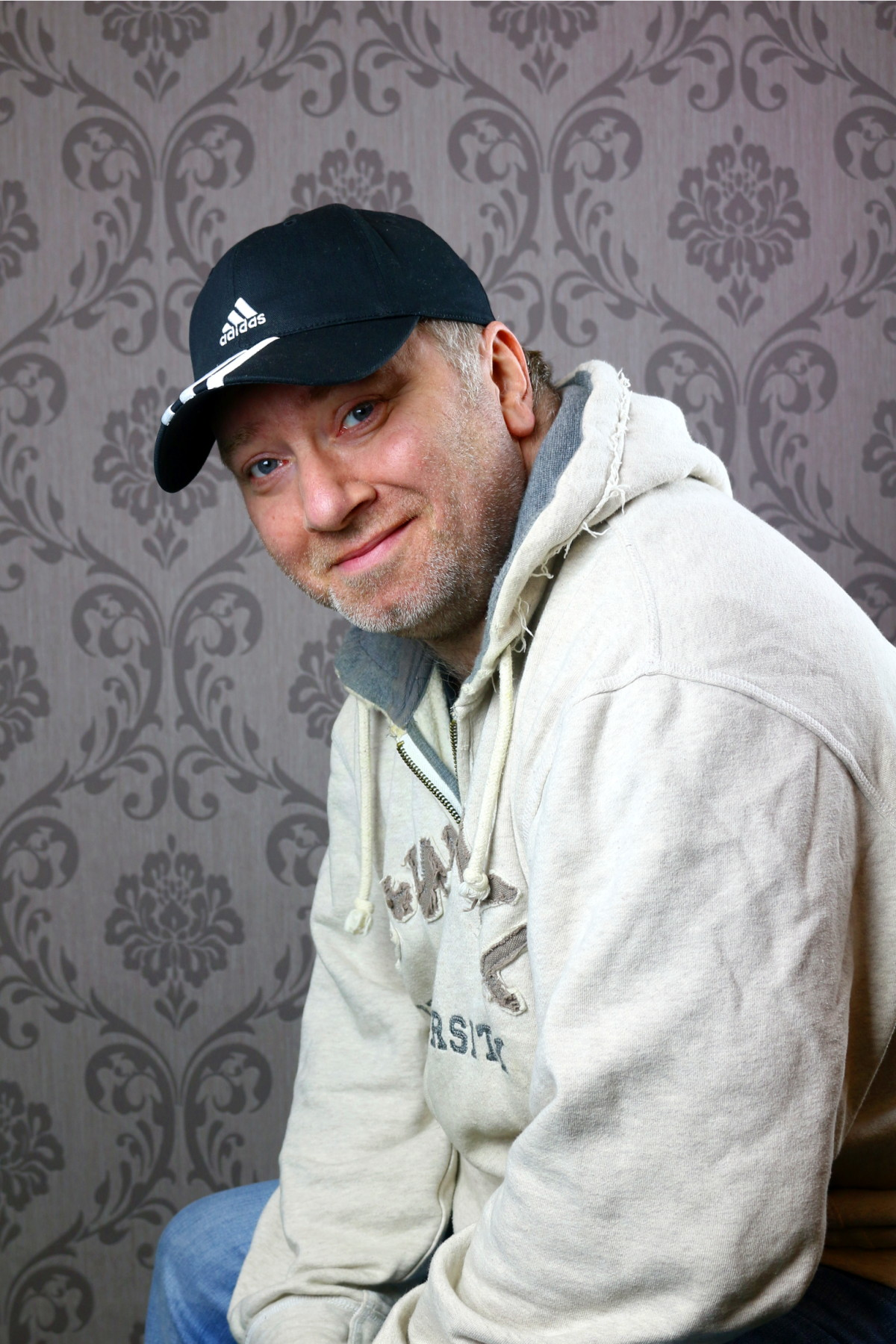
Manfred Hilberger (2019)

Manfred Hilberger (* 19. Januar 1971 in Marburg) ist ein deutscher Rockmusiker, Buchautor, Textdichter, Fotograf, Zeichner und Musikproduzent.

## Leben
Manfred Hilberger erhielt im Alter von neun Jahren etwa zwei Jahre Klavierunterricht, bevor er mit elf Jahren auf dem Schlagzeug seines älteren Bruders „Ebi“ das Bedienen der Drums erlernte. Wenige Jahre später wurde er zudem kurzzeitig von seiner älteren Schwester Doris im Saxophonspiel unterrichtet und erlernte die wichtigsten Gitarrengriffe.
Im Grundschulalter schrieb er kindliche Romangeschichten, malte und zeichnete kleine Comichefte. Im Alter von zwölf Jahren schrieb er seinen ersten Liedertext und als er 15 Jahre alt war, veröffentlichte die örtliche Tageszeitung (Oberhessische Presse) regelmäßig seine Comic-Strips mit der Titelfigur „Mick Drum“. Zur gleichen Zeit wurde er als Schlagzeuger Mitglied des Landesjugendorchesters des Hessischen Turnverbands. Mit 17 Jahren wechselte er zur Bundes-Big-Band des Deutschen Turner-Bundes, in der er sechs Jahre neben seinen Geschwistern als einer der Schlagzeuger und Perkussionisten tätig war.
Hilberger zog mit 20 Jahren nach Mühlheim am Main, wo er von 1997 bis 2003 auch verheiratet war. Heute lebt er wieder in seiner alten Heimat. Seine Freizeit verbringt er meist ebenfalls mit kreativen Projekten, so besitzt er unter anderem ein eigenes Foto-Atelier sowie Tonstudio.

## Musikalische Karriere

### Band-Projekte
Nach einigen Schülerband-Erfahrungen, bei denen Manfred Hilberger erstmals auch als Sänger aktiv war, gründete er 1988 gemeinsam mit seinem Bruder die Deutschrockband Dr. Stage, bei der er zehn Jahre lang als Frontmann, Texter und Band-Manager agierte. Mit Dr. Stage absolvierte Hilberger unzählige Live-Auftritte, produzierte CD-Aufnahmen und feierte durch Fernseh- und Radio-Einsätze sowie eine Kulturpreis-Verleihung erste Achtungserfolge. Die Band löste sich 1998 auf. Hier trennten sich auch die musikalischen Wege der beiden Hilberger-Brüder.
In der neu formierten Combo flursn?, die ebenso wie Dr. Stage ausschließlich deutschsprachige Eigenkompositionen darbot, agierte der Sänger ab 1999 gleichzeitig auch als Schlagzeuger. Seit der Auflösung der Band im Jahre 2001 war Hilberger nur noch bei kleineren Gast-Auftritten live zu erleben, bis er 2008 die Dr. Stage-Nachfolgeband OnyxOrange ins Leben rief, mit der er bis heute aktiv ist.

### Solo-Projekte
Seit 1997 konzentrierte Manfred Hilberger sich immer mehr auf seine musikalischen Solo-Aktivitäten. So produziert er seither fast jährlich eine neue Langspiel-CD. Im Jahre 2009 veröffentlichte er sogar drei Alben innerhalb von nur neun Monaten. Seine CDs enthalten ausschließlich deutschsprachige Songs der Sparte Rock und Pop, die, von wenigen Coverversionen abgesehen, von ihm selbst getextet und komponiert wurden. Zudem produziert und mischt Hilberger all seine Aufnahmen selbst und spielt zudem fast alle Instrumente und Programmings selbst ein.
Neben den Langspiel-Alben veröffentlicht er regelmäßige Promo-Auskopplungen einzelner Songs, zu denen dann auch Video-Clips produziert werden. Insgesamt hat Hilberger bereits weit mehr als 450 Musikstücke vertont beziehungsweise aufgenommen.

### Veröffentlichte Alben
- 1995 – Achtung (mit der Gruppe Dr. Stage)
- 1997 – handgemacht
- 1998 – 10 Jahre Dr. Stage (Doppel-CD mit der Gruppe Dr. Stage)
- 1998 – Achtspurtinnitus
- 1999 – oral total
- 2000 – AllesKlar! (mit der Gruppe flursn?)
- 2001 – galant provokant
- 2002 – Supernova
- 2004 – nach vorne
- 2005 – So weit, so... (Best-of-Sampler, Doppel-CD)
- 2007 – Egoist
- 2008 – Was man Glück nennt – 20 Balladen aus 13 Jahren (Balladen-Sampler)
- 2008 – Denk!Orange (mit der Gruppe OnyxOrange)
- 2009 – Magie
- 2009 – X-mas-Songs
- 2009 – Trauma
- 2011 – 40 Favorites (Promo-Doppel-CD)
- 2011 – Zeichen und Wunder
- 2016 – #Selfie

### Liedertexte
Hilberger hat bisher etwa 2.500 deutschsprachige Liedertexte und Gedichte verfasst. In seinen Texten, die zum Teil auch von anderen Musikgruppen interpretiert werden, behandelt er auf oft recht provokante oder zynische Weise typische Alltags-, Beziehungs- oder sozialkritische Themen. In zahlreichen seiner Texte verarbeitet Hilberger autobiographische Erlebnisse.

## Buchautor
Seine Erfahrungen als Musikmanager hat Manfred Hilberger Ende der 1990er Jahre in seinem ersten Musikfachbuch niedergeschrieben. Zwei weitere Fachbücher für Nachwuchsmusiker folgten innerhalb drei Jahren.
Im Jahre 2008 veröffentlichte Hilberger dann sein erstes belletristisches Buch mit dem Titel Flügelschlag der Engel. Es enthält Kurzgeschichten, die zum Nachdenken über den Sinn des Lebens und anderer elementarer Fragen anregen sollen. Im Jahr 2009 veröffentlichte er zwei Spaß-Bücher. Es folgten ein populärwissenschaftlicher Beziehungsratgeber und der zweite Teil seines Kurzgeschichten-Buchs.

### Bücher und Publikationen
- 1998 – Das Rock- & Popbusiness (Musikbusiness-Fachbuch, Voggenreiter Verlag, ISBN 978-3-8024-0351-4)
- 2000 – CD-Herstellung von A – Z (Musikbusiness-Fachbuch, Voggenreiter Verlag, ISBN 978-3-8024-0222-7)
- 2001 – GEMA – leicht gemacht! (Musikbusiness-Fachbuch, Voggenreiter Verlag, ISBN 978-3-8024-0371-2)
- 2008 – Flügelschlag der Engel (Belletristik, Kurzgeschichten, 2. Auflage, BoD, ISBN 978-3-8370-2766-2)
- 2008 – Hörbuch Flügelschlag der Engel (3 CDs, Kurzgeschichten, Prunk Media, gelesen von Manfred Hilberger)
- 2009 – WC-Gästebuch – mit der Geschichte der Toilette (Fun-Buch, Fachbeitrag, BoD, ISBN 978-3-8370-6601-2)
- 2010 – Schlafzimmer-Gästebuch – mit der Geschichte des Bettes (Fun-Buch, Fachbeitrag, BoD, ISBN 978-3-8391-2599-1)
- 2011 – Wie tickt mein Herzensmann? (populärwissenschaftlicher Beziehungsratgeber, BoD, ISBN 978-3-8423-5966-6)
- 2012 – Flügelschlag der Engel – Band 2 (Belletristik, Kurzgeschichten, BoD, ISBN 978-3-8482-2593-4)
- 2013 – Marburg 2014 (Fotokalender, Prunk Media)
- 2014 – Marburg 2015 (Fotokalender, Prunk Media)
- 2015 – Marburg 2016 (Fotokalender, Prunk Media)
- 2016 – Marburg 2017 (Fotokalender, Prunk Media)
- 2017 – Marburg 2018 (Fotokalender, Prunk Media)
- 2018 – Marburg 2019 (Fotokalender, Prunk Media)
- 2019 – Marburg 2020 (Fotokalender, Prunk Media)
- 2020 – Marburg 2021 (Fotokalender, Prunk Media)
- 2021 – Marburg 2022 (Fotokalender, Prunk Media)
- 2022 – Marburg 2023 (Fotokalender, Prunk Media)

## Bilder und Zeichnungen
Hilberger malt seit seiner Jugend auch Bilder und zeichnet Porträts. Letzteres bietet er sogar als Auftragsarbeiten an. Seine Gemälde sind meist in Acryl auf Leinwand gefertigt und haben einen Stil, den man als Mischung aus Pop-Art, Comic-Art und zum Teil Surrealismus bezeichnen kann. Seine Bilder werden gehandelt, eine größere Ausstellung seiner Werke gab es nicht.

## Sonstige Projekte und Aktivitäten

### Fotograf und Video-Produzent
Manfred Hilberger betreibt ein eigenes Fotostudio, ist als Portrait-, Städte-, Natur- und Produktfotograf aktiv und produziert Musik-Videoclips und Imagefilme. Seit 2013 wird jährlich ein Fotokalender mit von ihm erstellten Fotos seiner Heimatstadt Marburg veröffentlicht.

### Musikmanagement und Vertrieb
Manfred Hilberger ist neben seinen künstlerischen Tätigkeiten auch Inhaber der Firma Prunk Media, die für ihn, aber auch für andere Künstler, das Management und Marketing übernimmt. Unter anderem hat er in diesem Zusammenhang mit dem US-Amerikaner T.M. Stevens, dem deutschen Bassisten Martin Engelien und dem deutschen Schlagzeuger Wolf Simon zusammengearbeitet. Seine Firma ist zudem auf dem Gebiet der Musikproduktion sowie dem Vertrieb von Musikfachbüchern tätig und betreibt mehrere kommerzielle Internetseiten.

### Sprecher und Moderator
Manfred Hilberger ist gelegentlich auch als Sprecher sowie Moderator tätig. Neben der Moderation von Live-Veranstaltungen oder der Teilnahme an Fernsehsendungen hat er ein Hörbuch, aber auch Radiowerbung gesprochen.

## Auszeichnungen
Hilberger wurde gemeinsam mit seiner Musikgruppe Dr. Stage 1994 mit dem Kulturförderpreis des Landkreises Offenbach ausgezeichnet.